# تپه حاجیلو
تپه حاجیلو مربوط به سده‌های متاخر دوران‌های تاریخی پس از اسلام است و در شهرستان ملایر، بخش مرکزی، دهستان حرم رود علیا، روستای شریف‌آباد واقع شده و این اثر در تاریخ ۷ اسفند ۱۳۸۶ با شمارهٔ ثبت ۲۱۶۲۷ به‌عنوان یکی از آثار ملی ایران به ثبت رسیده است.